# 陳述齡
陳述齡（1540年—？），字子壽，號崑崙，湖廣承天府沔陽州人，軍籍，明朝政治人物。

## 生平
嘉靖三十七年（1558年）戊午科湖廣鄉試第一名，萬曆二年（1574年）登甲戌科進士。授禮部主事，升祠祭司员外郎，因通晓地理，十一年二月与工部主事阎邦钦等人为神宗勘选陵寝。

## 家族
曾祖陳景；祖父陳瓚；父陳偉。母傅氏。具慶下。弟述忠、述夔。